# If It's Over
«If It's Over» (en español: si se ha acabado) es una canción escrita por las cantantes estadounidenses Mariah Carey y Carole King, y producida por Carey y Walter Afanasieff del álbum Emotions (1991). Inicialmente, King le había propuesto a Carey que hiciese una versión de la canción "(You Make Me Feel Like) A Natural Woman", pero Carey se negó, argumentando que prefería escribir sus propias canciones y que se sentía incapaz de igualar a Aretha Franklin. Meses después del lanzamiento del álbum Emotions, Mariah Carey interpretó la canción en el programa de televisión MTV Unplugged. Tras el lanzamiento del EP MTV Unplugged, se publicó "If It's Over" como segundo y último sencillo del álbum en 1992. La protagonista de la canción le dice a su pareja que le quiere, pero le pide que deje de jugar con ella, y que "si se ha acabado", la deje marcharse. La versión del concierto de MTV Unplugged omite la segunda estrofa y el segundo estribillo.

## Acogida y vídeo
Todos los anteriores sencillos de Carey se habían convertido en éxitos en Estados Unidos, seis de ellos habiendo alcanzado el número uno. "If It's Over" se publicó en un número limitado de países, como Japón y los Países Bajos, siendo un fracaso en la mayoría de ellos. El vídeo, dirigido por Larry Jordan, se compone de diferentes escenas de la interpretación de la canción en el programa MTV Unplugged.
- Datos: Q1095958